# Алан Смити
А́лан Сми́ти (англ. Alan Smithee, Allen Smithee, Alan Smythee, или Adam Smithee) — псевдоним, традиционно использующийся в случаях, когда какой-либо участник создания кино- или телепродукции (художественного/документального кино, видеоклипа, эпизода сериала и т.п.), чаще всего режиссёр, по тем или иным причинам отказывается указывать своё имя в титрах.
Несмотря на то, что Алан Смити является вымышленным персонажем, у него есть свой профиль на сайте IMDB. Среди прочего, он указан на страницах некоторых фильмов как: режиссёр — восемьдесят один, сценарист — восемнадцать, исполнитель ролей — девять и продюсер — восемь фильмов.

## Происхождение
Впервые псевдоним был использован в титрах вестерна Death of a Gunfighter (1969). За время съёмок этого фильма актёр Ричард Уидмарк разругался с режиссёром Робертом Тоттеном. В итоге Тоттен был уволен с поста режиссёра, его сменил Дон Сигел. После окончания съёмок и монтажа, Сигел, посмотрев фильм, был настолько им разочарован, что запретил вносить своё имя в титры; также поступил и Тоттен. 
Было решено, что ответственность за результат можно переложить на вымышленного Алана Смита (Al Smith), но выяснилось, что существует реальный режиссёр, обладающий таким именем, и кроме того, в любой момент мог объявиться ещё кто-нибудь с таким же именем, поэтому фамилию  стали не как Смит (Smith), а как Смити (Smithee).
Фильм получил хорошие отзывы критиков. В New York Times было отмечено: 

…фильм был искусно снят режиссёром Алленом Смити, обладающим талантом на показ лиц и находку ярких деталей второго плана
Оригинальный текст (англ.)the film was sharply directed by Allen Smithee who has an adroit facility for scanning faces and extracting sharp background detail.

## «Гори, Голливуд, гори»
В фильме 1998 года «Гори, Голливуд, гори» парадоксально обыграно имя, используемое гильдией кинематографистов.
По сюжету фильма некий режиссёр в результате конфликта с продюсерами  решает убрать своё имя из титров фильма, над которым он работал, но героя на самом деле зовут Алан Смити.

## Наиболее известные фильмы, в которых «занят» Алан Смити

### Как режиссёр
- 1980 — Бродячие ангелы
- 1984 — Дюна (расширенная версия)
- 1985 — Встреча со страхом / Appointment With Fear
- 1987 — Безумство духов / Ghost Fever
- 1990 — Креветка на сковородке / The Shrimp On The Barbie
- 1994 — Птицы 2: Край земли
- 1996 — Восставший из ада 4: Кровное родство
- 2000 — Ищите женщину / англ. Woman Wanted

### Как сценарист
- Затаившиеся 3D